# Typhales
Typhales е разред покритосеменни растения, използван в някои класификации. В систематиката на Кронкуист от 1981 г. той включва 2 семейства:
- Sparganiaceae
- Typhaceae – Папурови

В системата APG II от 2003 г. представителите на Typhales са включени в разред Poales.